# NGC 709
NGC 709 è una galassia lenticolare nana situata nella costellazione di Andromeda, a una distanza di circa 160 milioni di anni luce dalla nostra Via Lattea.

## Scoperta
La galassia è stata scoperta il 28 ottobre 1850 dall'astronomo irlandese Bindon Stoney.

## Ammasso di galassie Abell 262
NGC 709 fa anche parte dell'ammasso di galassie Abell 262, un sotto-insieme del superammasso di Perseo-Pesci. Le altre galassie del catalogo NGC presenti in questo ammasso, che comprende più di 100 membri, sono: NGC 700, NGC 703, NGC 704, NGC 705, NGC 708, NGC 710, NGC 714, NGC 717 e NGC 759.

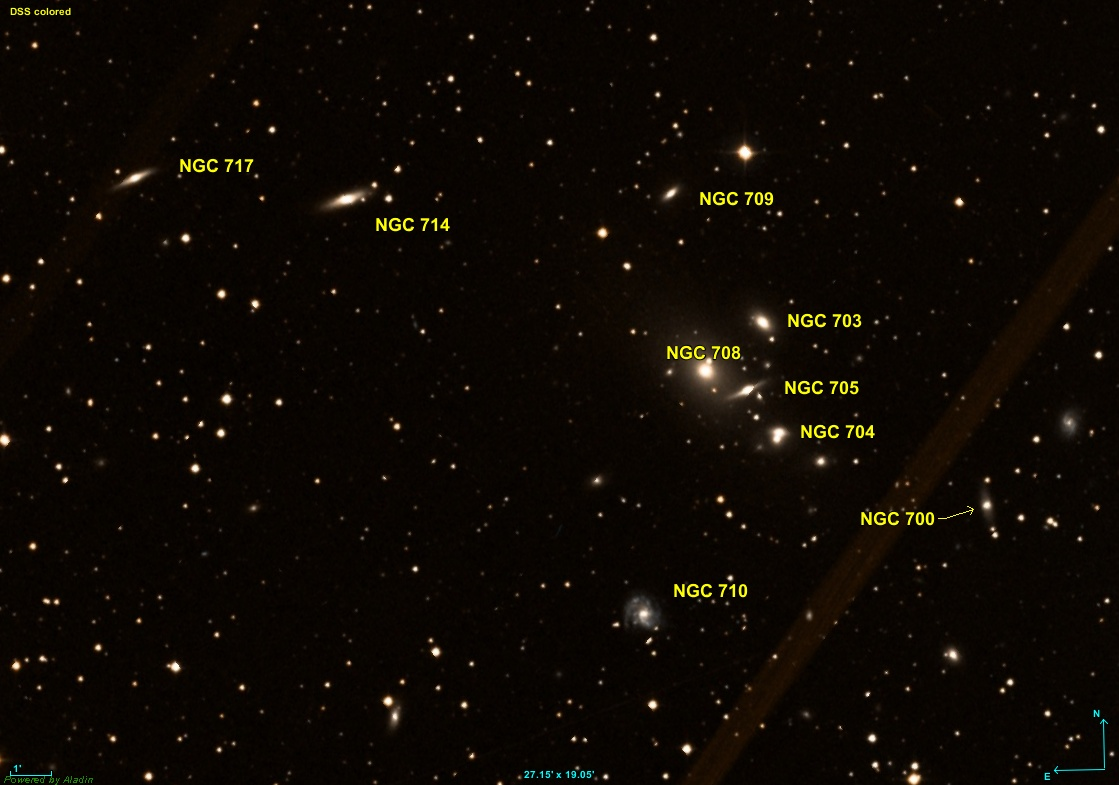
L'ammasso di galassie Abell 262.